# Epic Tower
La Epic Tower (también conocida com Blue Sea Tower) es un rascacielos residencial situado en Balneário Camboriú, en el estado de Santa Catarina, al sur de Brasil. Fue inaugurada el 29 de febrero de 2020. Tiene 50 apartamentos distribuidos en 55 pisos. Con 191,2 metros, es el tercer edificio más alto de Brasil y en el 13º más alto de América del Sur.

## Descripción
La Epic Tower está siotuada en el Litoral Norte de Balneário Camboriú, un municipio en el que recientemente se han construido algunos de los edificios màás altos de Brasil y del continente, como el compplejo Yachthouse Residence Club (2021), la Infinity Coast (2019), el Órion Business & Health Complex (2018) o el Millennium Palace (2014).
Para la construcción de la Epic Tower se utilizaron casi 2500 toneladas de acero, 23 600 m³ de hormigón y participaron más de 620 empresas. Fue diseñada por el estudio de arquitectura LDD Arquitetura y su ingeniro estructural fue Reical Engenharia. Su principla característica es la fachada curva, lo que determina variaciones en el área de cada unidad residencial (de 270 a 332 m²).